# Bining
Ne doit pas être confondu avec Biding, Béning, Binningen (Allemagne) ou Binningen (Suisse).
Bining [binɛ̃] est une commune française du département de la Moselle en région Grand Est.
Village rural du nord de la Lorraine, au pays de Bitche, dans le bassin de vie de la Moselle-est.

## Géographie
Bining est situé à 62 km au nord-ouest de Strasbourg. Au niveau intercommunal, la municipalité est intégrée dans la communauté de communes du Pays de Bitche qui regroupe 46 localités autour de Bitche. En 2022, la population légale est de 1 173 habitants, appelés les Biningeois.

### Localisation
Le village est situé en limite des pays couvert et découvert, au centre de l'ancien canton de Rohrbach.

### Géologie et relief
Établi à flanc de coteau, il s'est développé en contrebas de son église et le long de la route de Rahling à Rohrbach, dont il est seulement séparé par un ensemble de casernes et de logements militaires liés à la construction de la Ligne Maginot.
L'enchevêtrement des rues, les maisons non alignées et non jointives rattachent l'agglomération aux villages-tas, selon l'appellation des géographes, tandis que les hauts toits couverts de tuile plate évoquent déjà l'habitat alsacien.
L'église domine de sa haute masse les maisons du village, à l'arrière desquelles s'étendent des vergers. Plus loin débute la grande forêt domaniale de Lemberg, marquant la bordure occidentale du pays couvert.
Système d’information pour la gestion des eaux souterraines du bassin Rhin-Meuse : Carte géologique

### Sismicité
Commune située dans une zone de sismicité 2 faible.

### Localités avoisinantes
À vol d'oiseau, Bining se situe à 62,4 km au nord-ouest de Strasbourg, chef-lieu de région, à 78,2 km à l'est de Metz, chef-lieu de département, à 15,7 km au sud-est de Sarreguemines, chef-lieu d'arrondissement et à 13 km au sud-ouest de Bitche, chef-lieu du canton et de la communauté de communes du Pays de Bitche.

### Hydrographie et les eaux souterraines
La commune est située dans le bassin versant du Rhin au sein du bassin Rhin-Meuse.

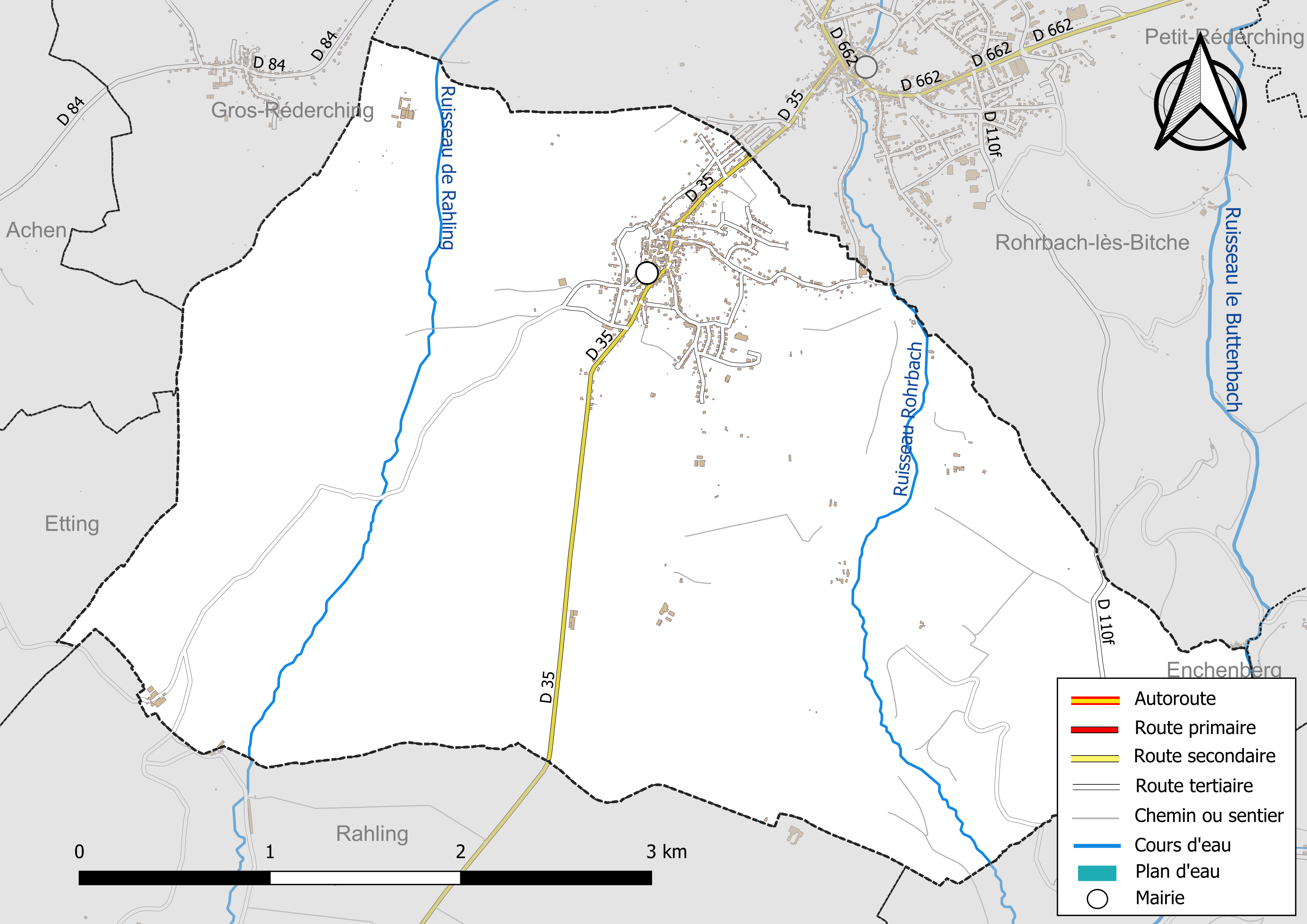
Réseaux hydrographique et routier de Bining.

Elle est drainée par : 
- le ruisseau de Rahling[3],
- et le ruisseau Rohrbach[4].

### Climat
Pour des articles plus généraux, voir Climat du Grand Est et Climat de la Moselle.
En 2010, le climat de la commune est de type climat des marges montargnardes, selon une étude du Centre national de la recherche scientifique s'appuyant sur une série de données couvrant la période 1971-2000. En 2020, Météo-France publie une typologie des climats de la France métropolitaine dans laquelle la commune est exposée à un climat semi-continental et est dans la région climatique Vosges, caractérisée par une pluviométrie très élevée (1 500 à 2 000 mm/an) en toutes saisons et un hiver rude (moins de 1 °C).
Pour la période 1971-2000, la température annuelle moyenne est de 9,7 °C, avec une amplitude thermique annuelle de 17 °C. Le cumul annuel moyen de précipitations est de 1 092 mm, avec 11,1 jours de précipitations en janvier et 10,1 jours en juillet. Pour la période 1991-2020, la température moyenne annuelle observée sur la station météorologique de Météo-France la plus proche, « Volmunster », sur la commune de Volmunster à 12 km à vol d'oiseau, est de 10,2 °C et le cumul annuel moyen de précipitations est de 760,1 mm. 
La température maximale relevée sur cette station est de 37,6 °C, atteinte le 25 juillet 2019 ; la température minimale est de −18,6 °C, atteinte le 24 décembre 2001,,.
Les paramètres climatiques de la commune ont été estimés pour le milieu du siècle (2041-2070) selon différents scénarios d'émission de gaz à effet de serre à partir des nouvelles projections climatiques de référence DRIAS-2020. Ils sont consultables sur un site dédié publié par Météo-France en novembre 2022.

### Écarts et lieux-dits

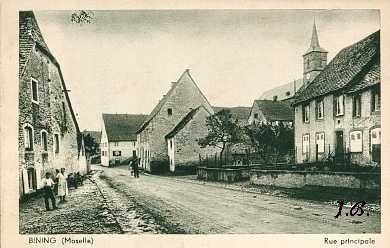
Vue du village.

Sur le ban communal, des fermes isolées, les Mohrenhof, Felsenhof, Bombacherhof et Kusterwald, ont été implantées entre 1830 et 1870 sur des terres déjà défrichées au XVIIIe siècle.
Le Felsenhof, créé en 1842, fut racheté avec ses 9 hectares de terre en 1849 par Michel Collin, garde forestier en exercice à la Felsenmuehle (ban de Rohrbach). L'un de ses fils, Joseph Collin, sculpteur de monuments funéraires à Rohrbach, fut à l'origine de la mise en extraction de pierres au Felsenhof.
L'ancien village de Kirsbach (1726 : Kirchbronn ; 1755 : Kirschbach) était situé sur la commune et a été détruit.

## Urbanisme

### Typologie
Au 1er janvier 2024, Bining est catégorisée bourg rural, selon la nouvelle grille communale de densité à sept niveaux définie par l'Insee en 2022.
Elle appartient à l'unité urbaine de Rohrbach-lès-Bitche, une agglomération intra-départementale regroupant deux  communes, dont elle est une commune de la banlieue,,. Par ailleurs la commune fait partie de l'aire d'attraction de Sarreguemines (partie française), dont elle est une commune de la couronne,. Cette aire, qui regroupe 48 communes, est catégorisée dans les aires de 50 000 à moins de 200 000 habitants,.

### Occupation des sols
L'occupation des sols de la commune, telle qu'elle ressort de la base de données européenne d’occupation biophysique des sols Corine Land Cover (CLC), est marquée par l'importance des territoires agricoles (93,3 % en 2018), en augmentation par rapport à 1990 (79,4 %). La répartition détaillée en 2018 est la suivante : 
prairies (43,1 %), terres arables (41 %), zones agricoles hétérogènes (9,1 %), zones urbanisées (5 %), forêts (1,7 %). L'évolution de l’occupation des sols de la commune et de ses infrastructures peut être observée sur les différentes représentations cartographiques du territoire : la carte de Cassini (XVIIIe siècle), la carte d'état-major (1820-1866) et les cartes ou photos aériennes de l'IGN pour la période actuelle (1950 à aujourd'hui).

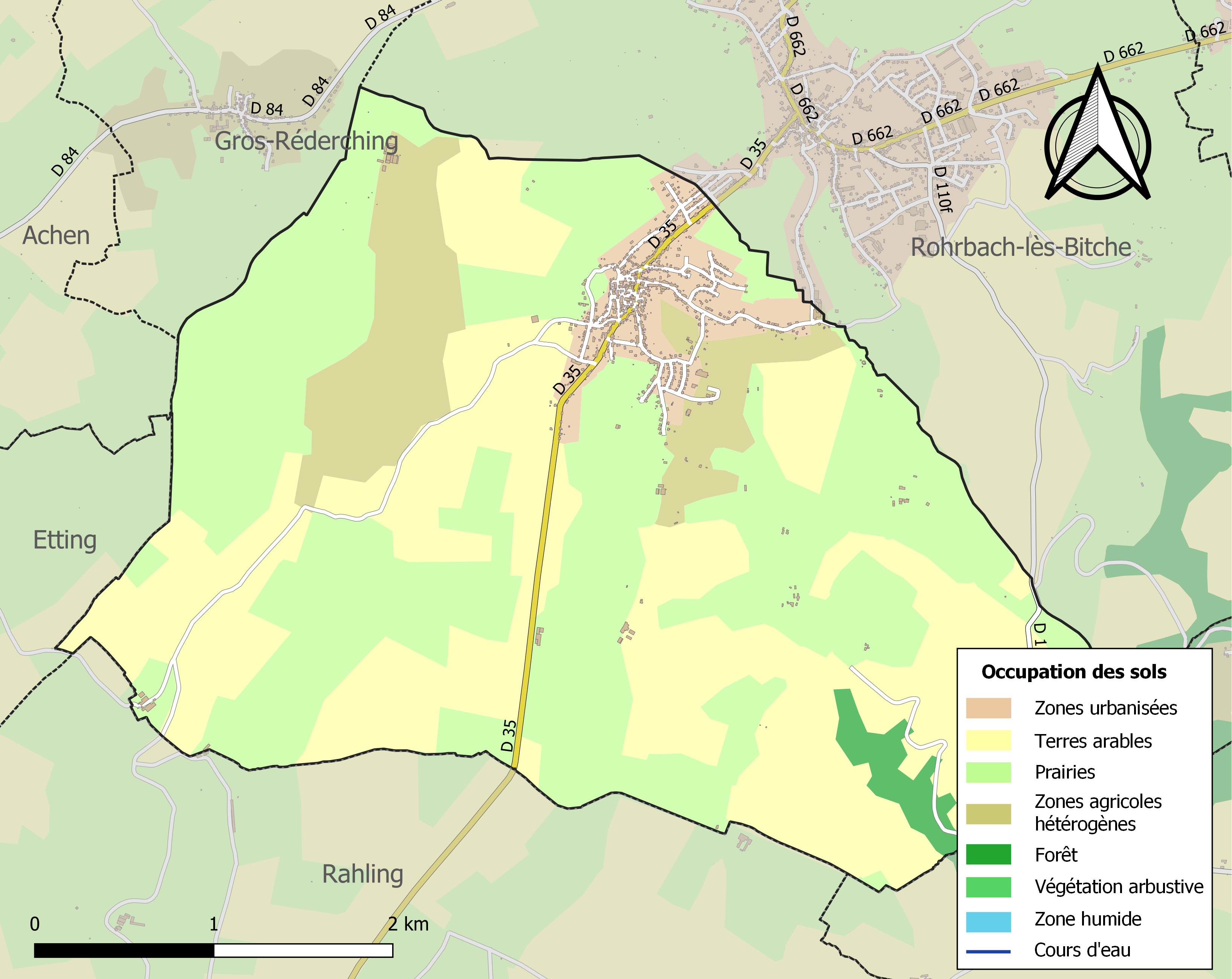
Carte des infrastructures et de l'occupation des sols de la commune en 2018 (CLC).

### Voies de communications et transports

#### Voies routières
- D35 vers Rohrbach-lès-Bitche et Rahling[19].

#### Transports en commun
- Fluo Grand Est.

##### SNCF
- Gare de Rohrbach-lès-Bitche,
- Gare de Wœlfling-lès-Sarreguemines,
- Gare de Wittring,
- Gare de Kalhausen,
- Gare d'Oermingen.

## Toponymie
- D'un nom de personne germanique Bino suivi du suffixe -ing.
- Anciennes mentions[20] : Biningen (1351) ; Beningen et Bieningen (1594) ; Binningen (1681) ; Bining (1751) ; Beningen (1755) ; Béning (1771) ; Binningen 1875 ; Bining-lès-Rohrbach (XIXe siècle).
- En francique lorrain : Bininge[21]. En allemand : Biningen.

## Histoire
Le ban est occupé dès l'époque gallo-romaine, comme en témoignent la dizaine de sites découverts. Mentionné en 1351 sous la forme Biningen, puis Beningen en 1594, du nom d'homme germanique Bino, le village, dépendant de la seigneurie de Bitche, est cédé en fief au milieu du XIVe siècle à Gérard de Warsberg.
Le village est attesté dans les textes d'archives dès le XIVe siècle. Il est successivement la propriété des comtes de Deux-Ponts-Bitche (XIVe siècle), des sires de Varsberg (1351) et des ducs de Lorraine.
Au XVIe siècle, Bining est le siège d'une mairie du comté de Bitche qui contient Achen, Enchenberg, Etting, Gros-Réderching, Kalhausen, Lambach, Lemberg, Rohrbach et Siersthal. Au sein du comté de Deux-Ponts-Bitche, au XVIe siècle, Bining était le chef-lieu d'un territoire correspondant approximativement au canton de Rohrbach.
Durant la guerre de Trente Ans, sa population souffre des multiples passages de troupes et sort du conflit exsangue et décimée. Le village devient français en 1766 sous Louis XV avec le rattachement du Duché de Lorraine au royaume de France.
Ancienne succursale de Rohrbach, devenue paroisse de l'archiprêtré du même nom en 1821, l'église, dédiée à la Nativité de la Vierge, est construite peu de temps après, la tour-clocher ayant été seulement ajoutée en 1846, pour remplacer une chapelle du XVIIIe siècle.
Comme le reste de la Moselle, Bining devient allemand durant la période du Reichsland (1871-1918) puis lors de l'annexion au Reich nazi (1940-1945).
Bombardé en décembre 1944 et en janvier 1945, le village conserve encore quelques maisons, de nombreuses croix de chemin, dont l'une des plus anciennes du pays de Bitche, située en bordure du chemin de Schmittviller et datée 1629.

## Politique et administration

### Situation administrative

Situation de Bining (rouge) au sein du canton de Bitche (gris).

Depuis 1802, Bining est rattachée à l'arrondissement de Sarreguemines. La commune dépend de la cinquième circonscription de Moselle.
De 1790 à 2014, Bining était l'une des 15 communes du canton de Rohrbach-lès-Bitche. Depuis le redécoupage cantonal de 2014, la commune dépend désormais du canton de Bitche (46 communes pour près de 35 000 habitants). Selon le principe de parité, deux conseillers départementaux - une femme, un homme - sont nécessairement issus des suffrages. À la suite des élections départementales des 22 et 29 mars 2015, les représentants auprès du conseil départemental de la Moselle sont Anne Mazuy-Harter (DVD) et David Suck (UDI), ancien vice-président du conseil général.

### Instances judiciaires et administratives
Dans le ressort de la Cour d'appel de Metz, Bining relève du tribunal de grande instance, du tribunal d'instance, du tribunal pour enfants et du bureau foncier de Sarreguemines, de la Cour d'Assises de Moselle, du tribunal administratif de Strasbourg et de la cour administrative d'appel de Nancy.
La commune se trouve dans la circonscription de gendarmerie de la communauté de brigades (COB) de Bitche.

### Intercommunalité

Situation de la C.C. du Pays de Bitche (rouge) au sein de la Moselle (gris).

Depuis le 1er janvier 2017, Bining fait partie de la communauté de communes du Pays de Bitche (CCPB) qui regroupe en son sein quarante-six communes situées autour de Bitche. Depuis 2009, cette institution est présidée par Francis Vogt, conseiller municipal de Bitche. Les deux délégués de Bining pour cette structure intercommunale sont le maire Christian Martiné et son adjointe Monique Ruff. Avant 2017, Bining était l'une des 9 communes de la communauté de communes de Rohrbach-lès-Bitche.
Parmi ses nombreuses compétences, la CCPB gère le gymnase et le plateau sportif du collège de Lemberg, le gymnase et le plateau sportif du collège Kieffer de Bitche, La piscine et la médiathèque Rocca de Bitche, le site du Simserhof au Légeret, le site verrier de Meisenthal, le musée du Sabotier de Soucht, le site du moulin d'Eschviller, la collecte des ordures ménagères, l’entretien des cours d’eau et le développement touristique. Le siège administratif et les bureaux de la CCPB se situent à Bitche, au 4 rue du Général Stuhl.

### Budget et fiscalité 2021
En 2021, le budget de la commune était constitué ainsi :
- total des produits de fonctionnement : 743 000 €, soit 610 € par habitant ;
- total des charges de fonctionnement : 532 000 €, soit 437 € par habitant ;
- total des ressources d'investissement : 180 000 €, soit 148 € par habitant ;
- total des emplois d'investissement : 256 000 €, soit 210 € par habitant ;
- endettement : 206 000 €, soit 169 € par habitant.

Avec les taux de fiscalité suivants :
- taxe d'habitation : 11,42 % ;
- taxe foncière sur les propriétés bâties : 25,39 % ;
- taxe foncière sur les propriétés non bâties : 54,30 % ;
- taxe additionnelle à la taxe foncière sur les propriétés non bâties : 0,00 % ;
- cotisation foncière des entreprises : 0,00 %.

Chiffres clés Revenus et pauvreté des ménages en 2019 : médiane en 2019 du revenu disponible, par unité de consommation : 21 720 €.

### Tendances politiques et résultats

#### Élections présidentielles
Lors du second tour de l'élection présidentielle de 2002, Jacques Chirac, RPR, élu, avait obtenu à Bining 76,32 % des suffrages et Jean-Marie Le Pen, FN, 23,68 % des suffrages ; le taux de participation était de 82,20 %.
Cinq ans plus tard, lors du second tour de l'élection présidentielle de 2007, Nicolas Sarkozy, UMP, élu, avait obtenu à Bining 63,77 % des suffrages et Ségolène Royal, PS, 36,23 % des suffrages ; le taux de participation était de 86,52 %.
Cinq ans plus tard, lors du second tour de l'élection présidentielle de 2012, François Hollande, PS, élu, avait recueilli 32,10 % des suffrages et Nicolas Sarkozy, UMP, 67,90 % des suffrages ; le taux de participation était de 81,75 %.

### Liste des maires
| Période                                  | Période   | Identité          | Étiquette | Qualité |
| ---------------------------------------- | --------- | ----------------- | --------- | ------- |
| Les données manquantes sont à compléter. |           |                   |           |         |
| mars 1983                                | mars 1995 | Bernard Lett      |           |         |
| mars 1995                                | En cours  | Christian Martiné |           |         |

## Population et société

### Démographie

#### Évolution démographique
L'évolution du nombre d'habitants est connue à travers les recensements de la population effectués dans la commune depuis 1793. Pour les communes de moins de 10 000 habitants, une enquête de recensement portant sur toute la population est réalisée tous les cinq ans, les populations de référence des années intermédiaires étant quant à elles estimées par interpolation ou extrapolation. Pour la commune, le premier recensement exhaustif entrant dans le cadre du nouveau dispositif a été réalisé en 2007.

En 2022, la commune comptait 1 173 habitants, en évolution de +0,6 % par rapport à 2016 (Moselle : +0,52 %, France hors Mayotte : +2,11 %).
| 1793 | 1800 | 1806 | 1821 | 1836  | 1841  | 1861  | 1866  | 1871  |
| ---- | ---- | ---- | ---- | ----- | ----- | ----- | ----- | ----- |
| 869  | 898  | 912  | 811  | 1 246 | 1 205 | 1 177 | 1 173 | 1 151 |

| 1875  | 1880  | 1885  | 1890  | 1895  | 1900  | 1905  | 1910  | 1921  |
| ----- | ----- | ----- | ----- | ----- | ----- | ----- | ----- | ----- |
| 1 149 | 1 054 | 1 043 | 1 068 | 1 050 | 1 064 | 1 101 | 1 100 | 1 110 |

| 1926  | 1931  | 1936  | 1946 | 1954  | 1962  | 1968  | 1975  | 1982  |
| ----- | ----- | ----- | ---- | ----- | ----- | ----- | ----- | ----- |
| 1 113 | 1 075 | 1 087 | 948  | 1 035 | 1 119 | 1 129 | 1 106 | 1 117 |

| 1990  | 1999  | 2006  | 2007  | 2012  | 2017  | 2022  | - | - |
| ----- | ----- | ----- | ----- | ----- | ----- | ----- | - | - |
| 1 168 | 1 155 | 1 179 | 1 182 | 1 167 | 1 173 | 1 173 | - | - |

#### Pyramide des âges
La population de la commune est relativement jeune.
En 2018, le taux de personnes d'un âge inférieur à 30 ans s'élève à 32,5 %, soit en dessous de la moyenne départementale (33,6 %). À l'inverse, le taux de personnes d'âge supérieur à 60 ans est de 27,1 % la même année, alors qu'il est de 26,2 % au niveau départemental.
En 2018, la commune comptait 580 hommes pour 613 femmes, soit un taux de 51,38 % de femmes, légèrement supérieur au taux départemental (51,08 %).
Les pyramides des âges de la commune et du département s'établissent comme suit.
| Hommes | Classe d’âge | Femmes |
| ------ | ------------ | ------ |
| 0,0    | 90 ou +      | 0,3    |
| 6,5    | 75-89 ans    | 9,0    |
| 21,3   | 60-74 ans    | 17,3   |
| 23,0   | 45-59 ans    | 21,4   |
| 19,5   | 30-44 ans    | 16,9   |
| 14,6   | 15-29 ans    | 15,4   |
| 15,2   | 0-14 ans     | 19,7   |

| Hommes | Classe d’âge | Femmes |
| ------ | ------------ | ------ |
| 0,6    | 90 ou +      | 1,5    |
| 6,8    | 75-89 ans    | 9,5    |
| 17,2   | 60-74 ans    | 18,4   |
| 20,9   | 45-59 ans    | 20,5   |
| 19,5   | 30-44 ans    | 18,6   |
| 17,7   | 15-29 ans    | 15,7   |
| 17,4   | 0-14 ans     | 15,8   |

### Enseignement
La commune de Bining est rattachée à l'académie de Nancy-Metz. Cette académie fait partie de la zone B pour son calendrier de vacances scolaires, et cela depuis le redécoupage des régions françaises de 2015. Avant, elle faisait partie de la zone A.
Le village dispose de deux écoles, une école maternelle (2 classes pour 3 niveaux), et une école primaire (3 classes pour 5 niveaux).
Les élèves vont ensuite au collège Jean Seitlinger de Rohrbach-lès-Bitche. Pour poursuivre leurs études en lycée, les jeunes Biningeois se rendent principalement à Bitche ou à Sarreguemines.

### Santé
Professionnels et établissements de santé :
- Médecins à Rohrbach-lès-Bitche, Petit-Réderching, Gros-Réderching, Achen, Enchenberg, Montbronn,
- Pharmacies à Rohrbach-lès-Bitche, Achen, Montbronn,
- Hôpitaux à Bitche, Sarreguemines, Sarre-Union.

### Cultes
- Culte catholique, Paroisse de la Nativité de la Sainte Vierge de Bining. Communauté Saint Wendelin[42], Diocèse de Metz.

### Médias

Le logo du Républicain lorrain.

Le Républicain lorrain est un quotidien régional d’information dont le siège social se situe à Metz. Dans son édition de Sarreguemines-Bitche, il consacre régulièrement des articles à l’actualité communale.
Dans le domaine des médias audiovisuels, trois chaînes de télévision sont accessibles aux habitants de Gros-Réderching et relaient les informations locales : France 3 Lorraine, Mosaïk et TV Cristal. Parmi les nombreuses stations de radio disponibles, on peut citer Radio Studio 1 et Radio Mélodie, basées respectivement à Bitche et à Sarreguemines, ainsi que Radio Salü, radio de langue allemande basée à Sarrebruck.

## Économie

### Entreprises et commerces

#### Agriculture
- Culture d'autres fruits d'arbres ou d'arbustes et de fruits à coque.
- Culture et élevage associés.
- Culture de céréales, de légumineuses et de graines oléagineuses.

#### Tourisme
- Restauration.
- Hébergement touristique.

#### Commerces
- Commerce d'alimentation générale.
- Fabrication de bière[45].
- Commerces de proximité[46].

## Culture locale et patrimoine

### Lieux et monuments

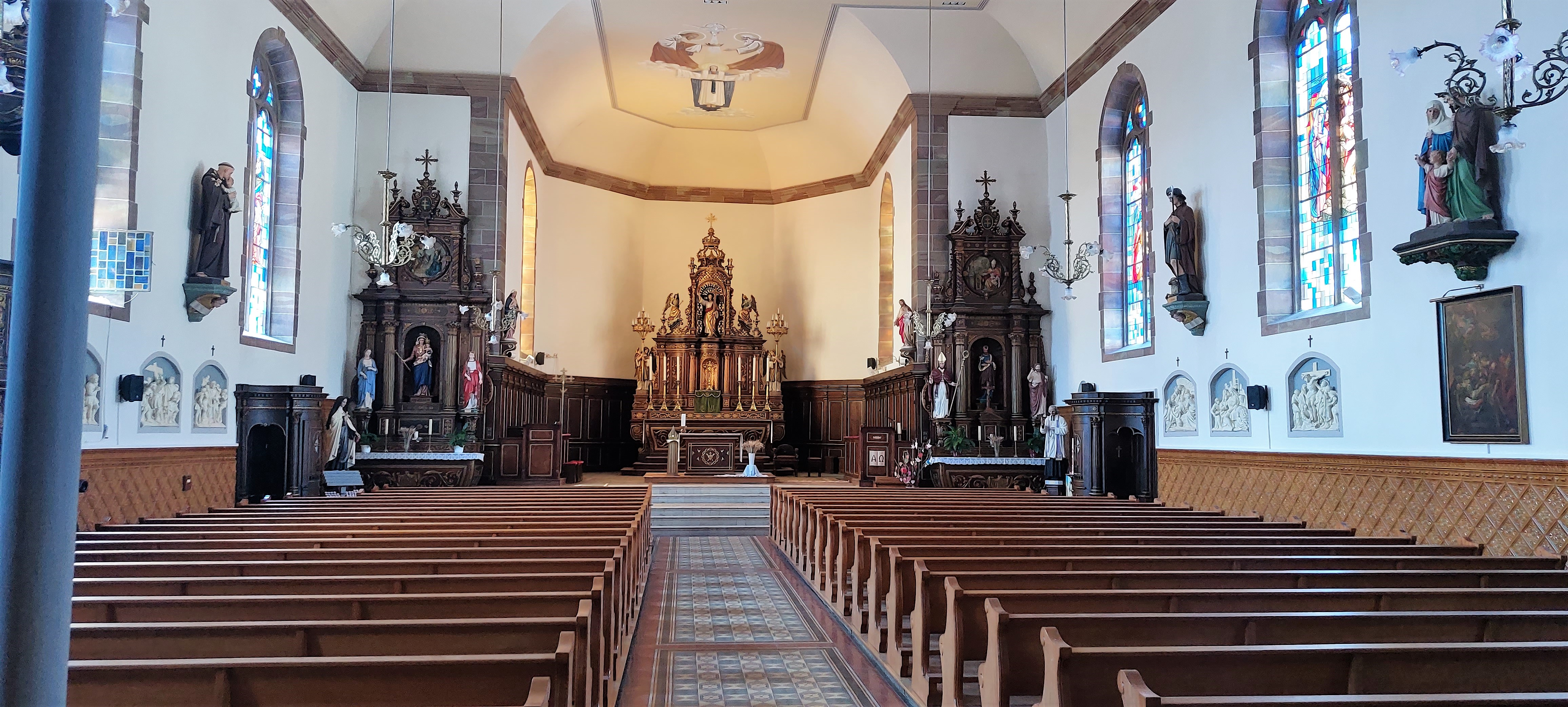
Église de la Nativité de la Sainte Vierge.
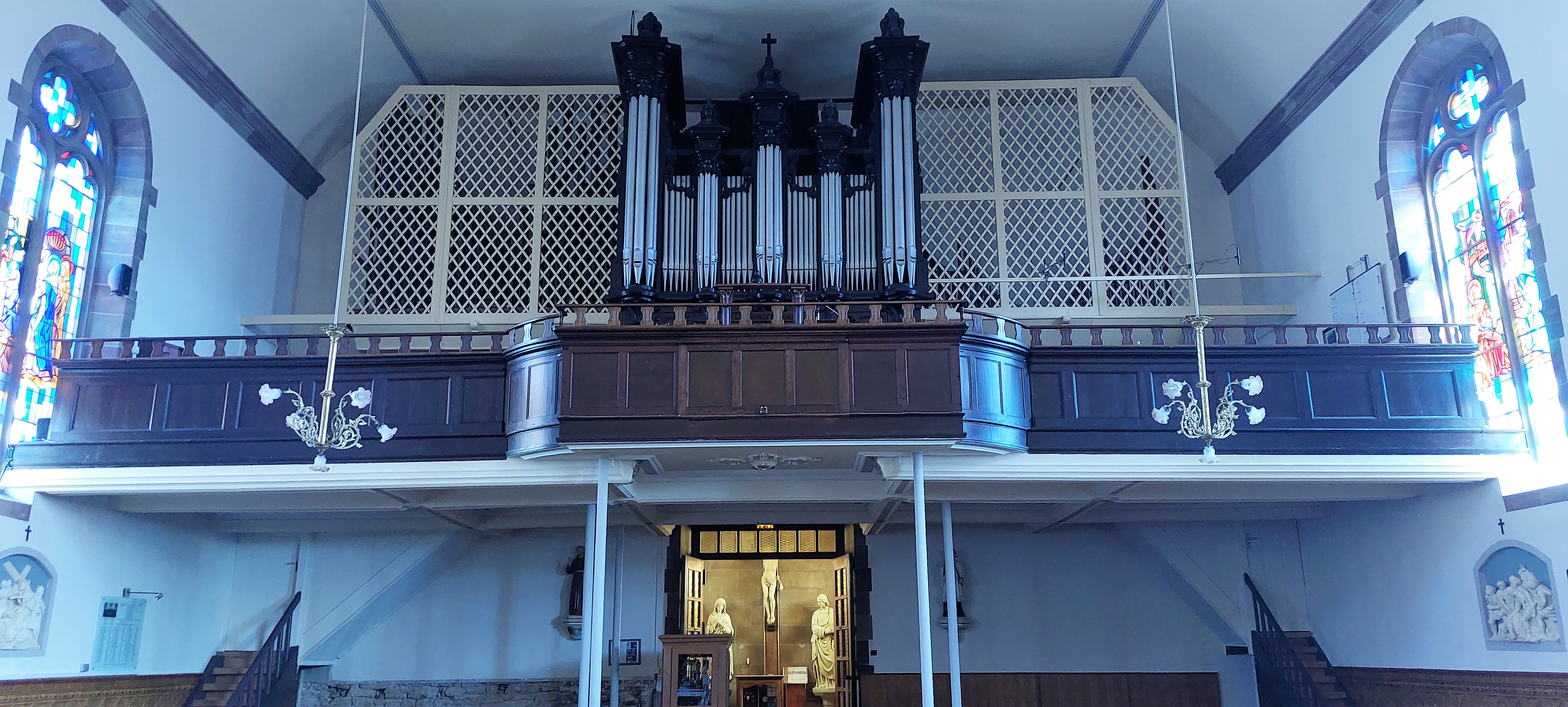
Orgue de l'église.
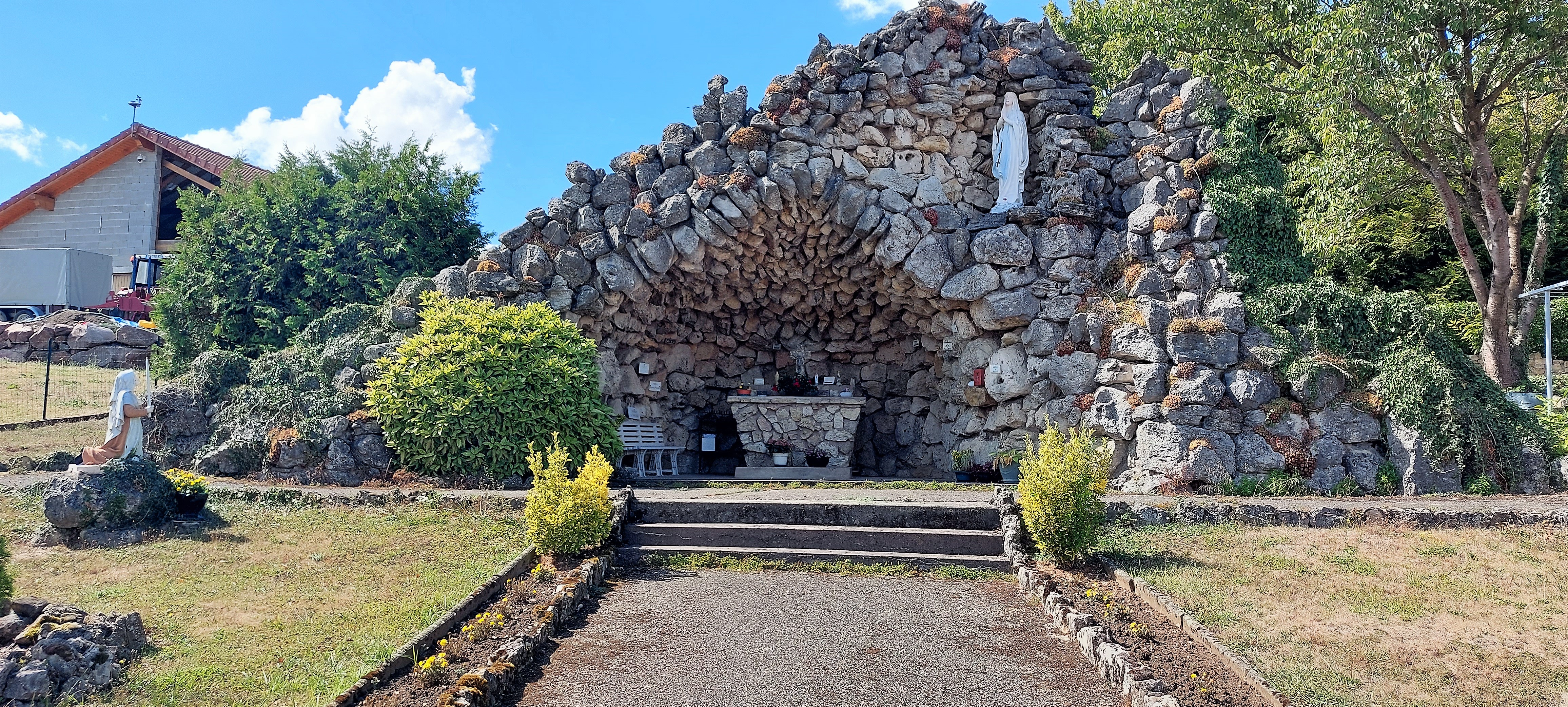
Grotte de Lourdes.
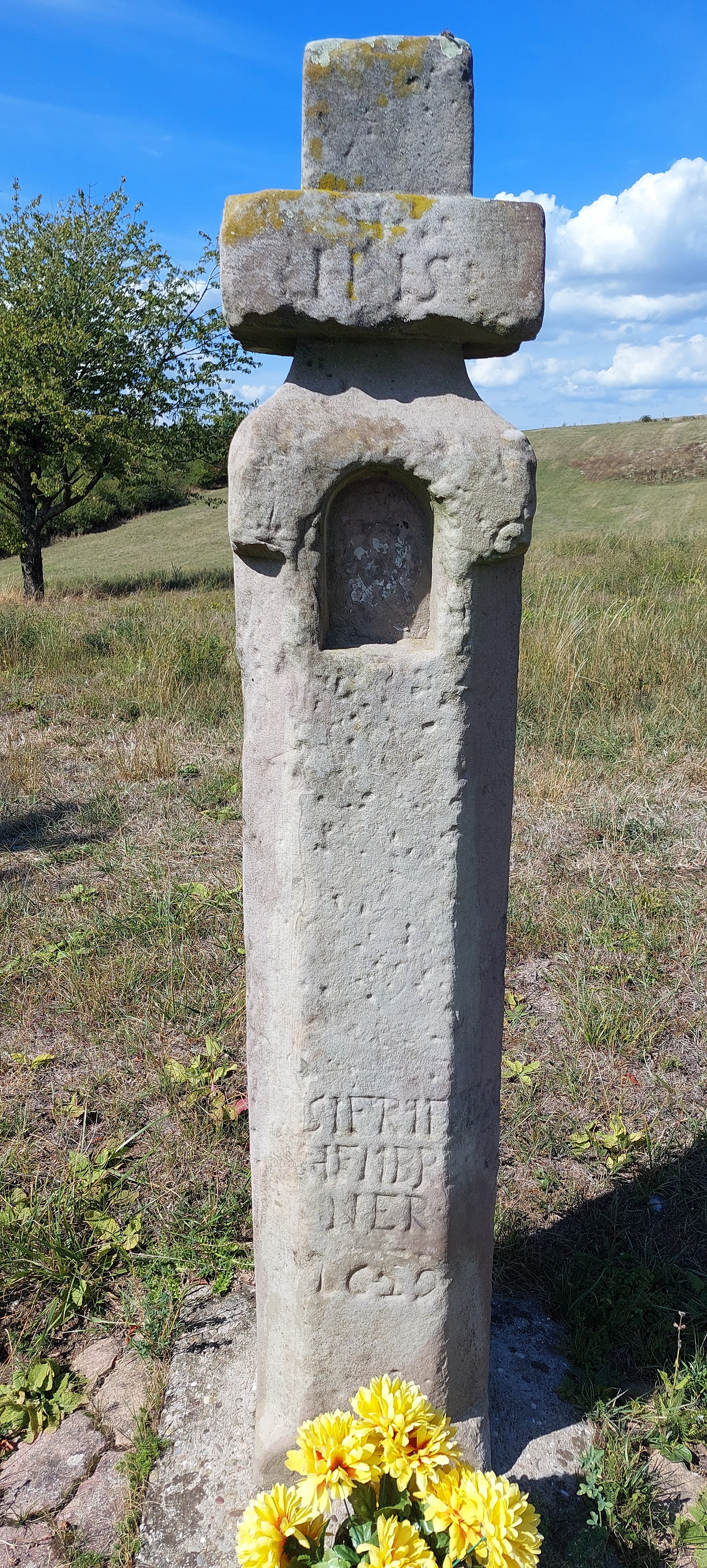
Croix à niche.
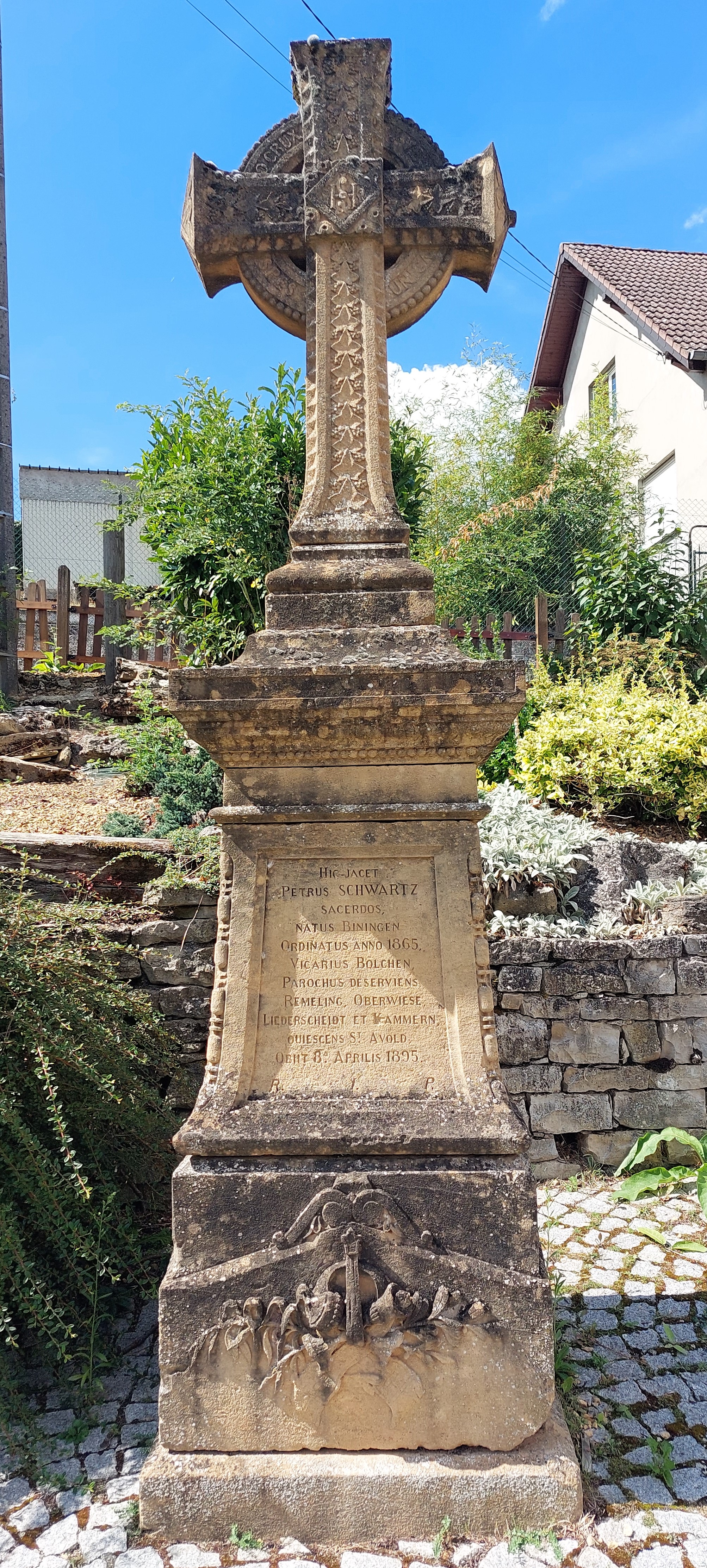
Croix de chemin.
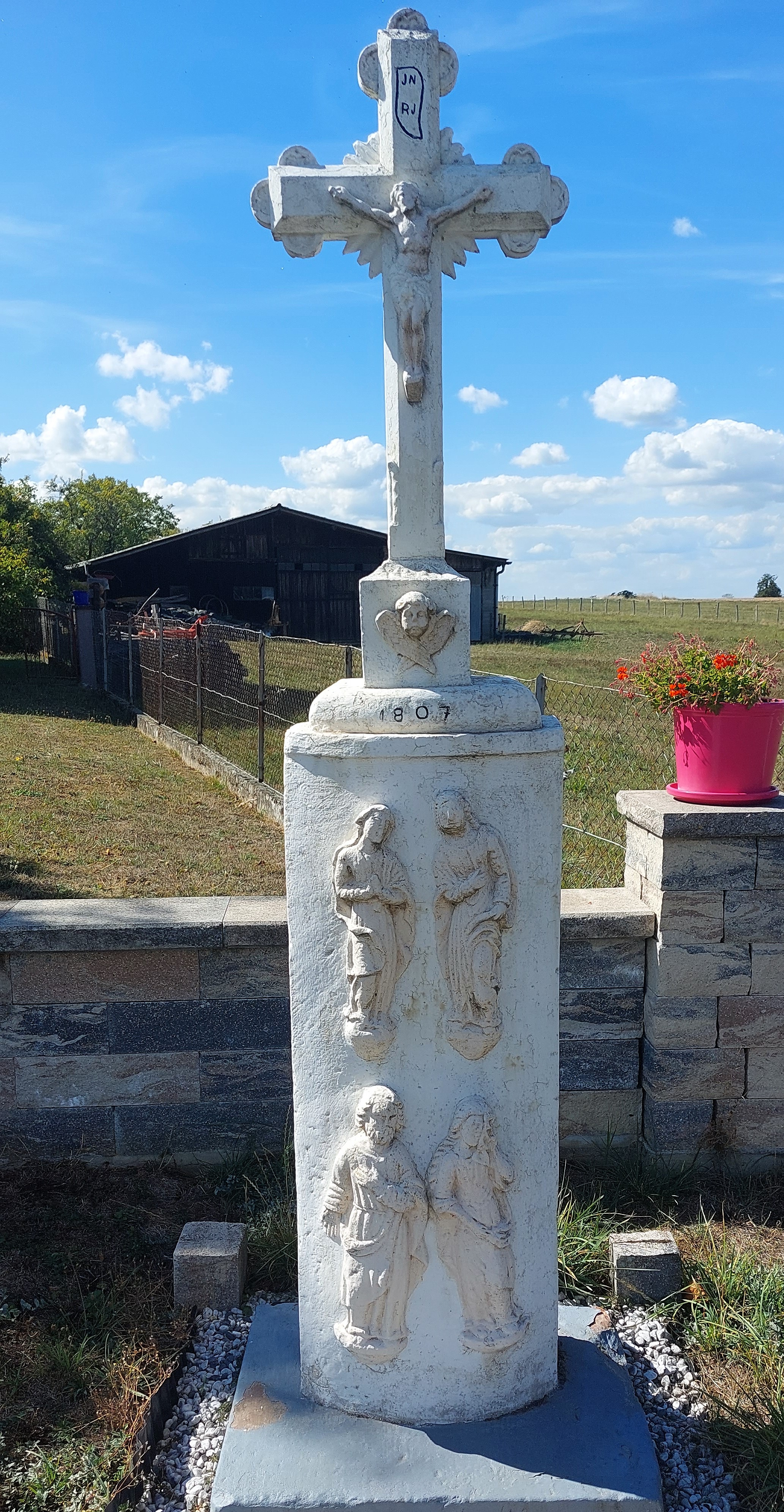
Calvaire rue de Rahling;
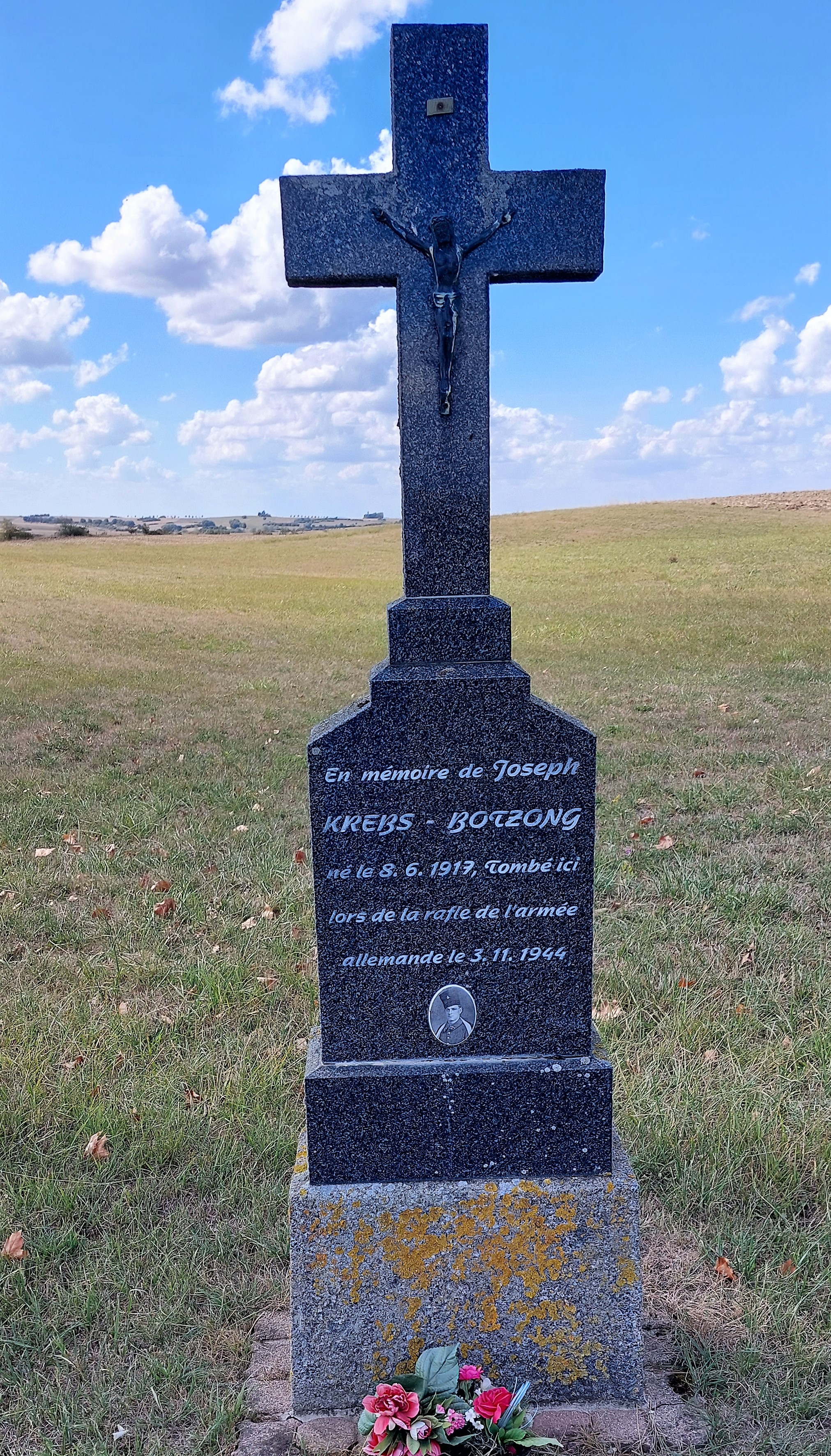
Mémorial 39-45.

- L'auberge du Tilleul, au centre du village, est une ancienne maison construite en 1711 pour Jean-Bernard Krebs et son épouse Catherina Hiegel[47]. Transformée en ferme entre 1731 et 1733 pour un autre de leurs fils, Nicolas, par agrandissement vers la gauche, selon les dates portées sur les clefs des portes charretières des deux façades, elle est formée de deux logis dans le sens de la profondeur, avec accès indépendant. La façade sur rue, particulièrement soignée, est percée au premier niveau de fenêtres rectangulaires horizontales à meneau, qui encadrent la porte à fronton cintré interrompu par un relief naïvement sculpté. Deux fenêtres sont surmontées de sculptures représentant, à gauche, saint Georges et sainte Barbe, à droite, une chasse au sanglier. L'actuelle salle de restaurant est couverte d'un plafond à poutres et solives apparentes, dont le décor moulé des entrevous représente des cartouches à décor de fruits et de fleurs. Dans le couloir et la cuisine du logis postérieur, ces mêmes Estriche, selon l'appellation régionale, ont un décor naïf mais plus commun : le monogramme du Christ, rameau végétal terminé par une fleur de lys, branche lourdement chargée de fruits[48].
- Casemate de Bining[49],[50].
- Monument aux morts[51] : Conflits commémorés : Guerres 1914-1918 - 1939-1945.

### Patrimoine religieux
- L'église de la Nativité-de-la-Vierge, construite en 1829. Tour-clocher construite en 1846 (date portée) remplaçant un campanile construit en 1832[52].

Orgue œuvre du facteur Joseph Géant, installé en 1865.
- Chapelle Saint-Hubert à Altkirch de l'ancien écart d'Oldingen (entre Bining et Rahling)[55] reconstruite à partir de 1841, sous l'abbé Pierre Faltz, et bénite en 1855. Accolée à une ferme occupée par les gardiens de la chapelle. A remplacé une chapelle ancienne.
- Chapelle construite entre 1720 (autorisation de construire une chapelle accordée aux habitants du village) et 1731 (il est question de la chapelle nouvellement bâtie) ; agrandie en 1797 (reconstruction du chœur et de la sacristie) a été convertie en école en 1832 et à son emplacement se dresse de nos jours le local à incendie[56].
- Une multitude de croix de chemin[57] dont l’une des plus anciennes du pays de Bitche (datée de 1629)[58], qui se situe sur le chemin allant vers Schmittviller. Une trentaine de calvaires rénovés et répertoriés.
- Grotte de Lourdes[59],[60].

### Patrimoine culturel

#### Dialecte
Sur le plan culturel, la seconde moitié du XXe siècle se caractérise par la diffusion de la langue française dans le village et plus largement dans l'ensemble de la population alsacienne et mosellane. Depuis le traumatisme de l'occupation nazie de 1940-1945, la langue allemande et le dialecte francique sont en net recul même si le canton de Rohrbach comptait encore 80 à 90 % de locuteurs du francique lorrain en 1962.
Dans les conversations en français de Moselle germanophone, outre les spécificités de l'accent francique lorrain (non distinction entre le p et le b, le ch et le j, le d et le t), la syntaxe est fréquemment bousculée par celle de l'allemand. Parmi les autres tendances lourdes figurent l'inversion entre le prénom et le nom (Muller Michel), l'usage fréquent d'abréviations pour les noms de localités (Gros-Réd', Petit-Réd', Schmitt', 'Bruck, Stras'), et l'emprunt de mots à la langue francique rhénane (Bix, Flammkuche, Schnaps, Scheslon, Kirb).

### Personnalités liées à la commune
- Christophe Krebs, tabellion général et avocat au parlement, paysan de naissance qui a osé demander des comptes au roi Louis XV.
- Bernard Lett (1924-2005), maire de la commune de 1983 à 1995, durant les deux mandats qu'il assura furent effectués le remembrement et la rénovation cadastrale, ainsi que la construction de la salle des fêtes Pierre-Toulisse.
- Christian Martiné, maire de la commune depuis 1995, construction d'un ensemble scolaire primaire de quatre salles, une bibliothèque et rénovation et adaptation de l'ancienne école des filles en école maternelle, transformation de l'ancien presbytère en mairie, création du syndicat d'assainissement avec Rohrbach-lès-Bitche.

### Héraldique
| Blason de Bining | Blason  | D'or au sapin terrassé de sinople, chapé de gueules à deux alérions d'argent. |
| Blason de Bining | Détails | Le sapin constitue les armes des Guichenon, seigneurs en partie de Bining au XVIIIe siècle. Les alérions rappellent l'appartenance au duché de Lorraine. Le statut officiel du blason reste à déterminer. |